# Esbjerg Amatør Klub
Esbjerg Amatør Klub (EAK) var en dansk fodboldklub fra Esbjerg. Klubben fusionerede i 1924 med E.B. 98 og dannede klubben Esbjerg forenede Boldklubber.

## Læs mere
- Esbjerg fB